# Unstable
Unstable är en amerikansk komediserie från 2023 hade premiär på strömningstjänsten Netflix den 30 mars 2023. Serien är skapad av Victor Fresco, John Owen Lowe och Rob Lowe som också stått för serien manus. Första säsongen består av åtta avsnitt.

## Handling
Serien kretsar kring Ellis Dragon och hans son Jackson Dragon vid ett biotekniskt forskningsbolag. Ellis är en framgångsrik forskare inom bioteknik, som tar hjälp av sin son för att bearbeta en stor sorg. Sonen har ambitionen att kliva ur sin fars skugga och hjälpa till att rädda familjeföretaget.

## Roller i urval
| Rob Lowe       | – Ellis Dragon   |
| John Owen Lowe | – Jackson Dragon |
| Sian Clifford  | – Anna Bennet    |
| Aaron Branch   | – Malcolm        |
| Fred Armisen   | – Leslie         |